# Mistrovství světa týmů v judu
Mistrovství světa týmů je judistická soutěž, ve které se utkávají dvě skupiny judistů v počtu pěti (čtyř, dříve šesti, sedmi) na obou stranách. Turnaj mistrovství světa týmů organizuje IJF.
První známý pokus uspořád mistrovství světa týmů proběhl v roce 1994 v Paříži. V období mezi lety 1994-2010 proběhlo několik ukázkových (neoficiálních) soutěží týmů pořádaných IJF po světovém poháru nebo i mistrovství světa v roce 2005 v Káhiře. 

## Mistři světa v týmech

### Muži
| Rok  | Místo                    | Datum          | Zlato    | Stříbro     | Bronz                | Poznámky                             |
| ---- | ------------------------ | -------------- | -------- | ----------- | -------------------- | ------------------------------------ |
| 1994 | Paříž, Francie           | 24. září 1994  | Francie  | Německo     | Japonsko Rusko       | mimo hlavní turnaj mistrovství světa |
| 1998 | Minsk, Bělorusko         | 12. září 1998  | Japonsko | Brazílie    | Francie Rusko        | mimo hlavní turnaj mistrovství světa |
| 2002 | Bazilej, Švýcarsko       | 31. srpna 2002 | Japonsko | Gruzie      | Itálie Francie       | mimo hlavní turnaj mistrovství světa |
| 2006 | Paříž, Francie           | 16. září 2006  | Gruzie   | Rusko       | Jižní Korea Francie  | mimo hlavní turnaj mistrovství světa |
| 2008 | Tokio, Japonsko          | 5. října 2008  | Gruzie   | Uzbekistán  | Rusko Brazílie       | mimo hlavní turnaj mistrovství světa |
| 2010 | Antalya, Turecko         | 30. října 2010 | Japonsko | Brazílie    | Rusko Jižní Korea    | mimo hlavní turnaj mistrovství světa |
| 2011 | Paříž, Francie           | 28. srpna 2011 | Francie  | Brazílie    | Jižní Korea Japonsko | -                                    |
| 2012 | Salvador, Brazílie       | 27. října 2012 | Rusko    | Japonsko    | Brazílie Gruzie      | mimo hlavní turnaj mistrovství světa |
| 2013 | Rio de Janeiro, Brazílie | 1. září 2013   | Gruzie   | Rusko       | Japonsko Německo     | -                                    |
| 2014 | Čeljabinsk, Rusko        | 31. srpna 2014 | Japonsko | Rusko       | Německo Gruzie       | -                                    |
| 2015 | Astana, Kazachstán       | 30. srpna 2015 | Japonsko | Jižní Korea | Mongolsko Gruzie     | -                                    |

### Ženy
| Rok  | Místo                    | Datum          | Zlato      | Stříbro   | Bronz            | Poznámky                             |
| ---- | ------------------------ | -------------- | ---------- | --------- | ---------------- | ------------------------------------ |
| 1998 | Minsk, Bělorusko         | 12. září 1998  | Kuba       | Francie   | Belgie Čína      | mimo hlavní turnaj mistrovství světa |
| 2002 | Bazilej, Švýcarsko       | 31. srpna 2002 | Japonsko   | Kuba      | Itálie Čína      | mimo hlavní turnaj mistrovství světa |
| 2006 | Paříž, Francie           | 16. září 2006  | Francie    | Kuba      | Čína Japonsko    | mimo hlavní turnaj mistrovství světa |
| 2008 | Tokio, Japonsko          | 5. října 2008  | Japonsko   | Francie   | Čína Německo     | mimo hlavní turnaj mistrovství světa |
| 2010 | Antalya, Turecko         | 30. října 2010 | Nizozemsko | Německo   | Japonsko Turecko | mimo hlavní turnaj mistrovství světa |
| 2011 | Paříž, Francie           | 28. srpna 2011 | Francie    | Japonsko  | Kuba Německo     | -                                    |
| 2012 | Salvador, Brazílie       | 27. října 2012 | Japonsko   | Čína      | Brazílie Kuba    | mimo hlavní turnaj mistrovství světa |
| 2013 | Rio de Janeiro, Brazílie | 1. září 2013   | Japonsko   | Brazílie  | Kuba Francie     | -                                    |
| 2014 | Čeljabinsk, Rusko        | 31. srpna 2014 | Francie    | Mongolsko | Německo Japonsko | -                                    |
| 2015 | Astana, Kazachstán       | 30. srpna 2015 | Japonsko   | Polsko    | Německo Rusko    | -                                    |